# Ошогбо
Ошо́гбо (Осогбо, англ. Oshogbo, Osogbo) — місто на південному заході Нігерії, в штаті Осун, на річці Осун.
Населення міста становить 548 327 осіб (2005; 385 тис. в 1981), в основному народ йоруба.
Місто є транспортний вузлом на перетині Західної залізничної магістралі Лагос-Кано та автошляхів.
Великий торговий центр сільськогосподарського району (какао, кола, ямс, цитрусові, овочі). На околицях велика птахоферма.
В місті працюють підприємства чорної металургії, по виробництву мила, олівців, пиломатеріалів, бавовноочисний завод, тютюнова фабрика. Розвинене ремісниче виробництво традиційних тканин та вишиванок, гончарство та ковальство.
Місто засноване в XVII ст. вихідцями із держави Іджеша для захисту останньої від нападів з боку держави Ойо. Після розпаду Ойо в XIX ст. місто збільшилось та закріпилось за рахунок біженців з північних районів імперії Йоруба, які тікали від нападу халіфату Сокото. Між 1838 та 1841 роками в місті проходили військові бої між йоруба та військами Сокото. Об'єднані сили Ібадану та Ошогбо відбили напад фульбе із Ілоріну. Битва при Ошогбо зупинила рух Сокото на південь, тим самим зберегла південні йорубські держави; вона зміцнила статус Ібадану, як головної сили в імперії Йоруба.
Місто відоме, розташованим в його околиці, священним для народу йоруба, гаєм Осун-Осогбо. 2005 року його було внесено до Переліку об'єктів Світової спадщини ЮНЕСКО. Щорічно у серпні проводиться фестиваль Осун-Осогбо, на який, окрім етнічних йоруба, приїздять численні туристи.